# Mussol de lloriguera
El mussol de lloriguera (Athene cunicularia) és una espècie d'au americana de la família dels estrígids (Strigidae). És troba per tota mena de paisatges oberts d'Amèrica del Nord i del Sud, com pastures, àrees agrícoles, deserts i qualsevol altra àrea seca lliure de vegetació baixa. El seu estat de conservació es considera de risc mínim.

## Taxonomia
El mussol fou descrit formalment pel naturalista espanyol Juan Ignacio Molina l'any 1782 amb el nom binomi Strix cunicularia d'un exemplar recollit a Xile.

## Descripció
El mussol de lloriguera és un mussol petit i de potes llargues, poden ser trobats en tots els paisatges oberts d'Amèrica. El mussol de lloriguera ha estat observat en àrees de pasturatges, agrícoles, deserts, o qualsevol altra àrea seca lliure de vegetació baixa. Nien i descansen en llodrigueres (caus a terra), com les excavades pels  gossos de les praderies (Cynomys spp.). A diferència de la majoria dels mussols, són actius sovint durant el dia, encara que tendeixen a evitar la calor del migdia. Així i tot la majoria de l'activitat se centra des del vespre fins a l'alba, com la majoria de mussols, que es quan poden usar la seva aguda visió nocturna i la fina audició en el seu benefici.
Els mascles i les femelles són semblants en mida i aparença, i presenten poc dimorfisme sexual. Les femelles solen ser més pesades, però els mascles solen tenir mesures lineals més llargues (longitud de les ales, llargada de la cua, etc.). Els mascles adults semblen de color més clar que les femelles perquè passen més temps fora del cau durant el dia, i les seves plomes es "blanquegen pel sol". Aquest mussol mesura entre 19 i 28 cm de llarg i abasta entre 50,8 a 61 cm a través de les ales, i pesa entre 140 i 240 g.